# Kieran Tierney
Kieran Tierney, född 5 juni 1997, är en skotsk fotbollsspelare (försvarare) som spelar för Arsenal i engelska Premier League och för Skottlands landslag.

## Klubbkarriär

### Celtic
Tierney debuterade för Celtic i Scottish Premiership den 22 april 2015 i en 2–1-vinst över Dundee, där han byttes in mot Emilio Izaguirre i den 81:a minuten. I juni 2016 förlängde Tierney sitt kontrakt med Celtic fram till sommaren 2021.

### Arsenal
Den 8 augusti 2019 värvades Tierney av engelska Arsenal för en övergångssumma på ca 290 miljoner kronor, vilket gjorde Tierney till den dyraste skotska spelaren någonsin . Debuten i Arsenals A-lag kom 24 september 2019 i 5–0-segern i Ligacupen mot Nottingham Forest. Den 25 maj 2025 firade han sin sista match med Arsenal med att göra första målet i lagets 2–1-seger mot Southampton.

### Real Sociedad
Den 27 augusti 2023 lånades Tierney ut till spanska La Liga–klubben Real Sociedad på ett säsongslån.

## Landslagskarriär
Tierney debuterade för Skottlands landslag den 29 mars 2016 i en 1–0-vinst över Danmark. I 4–0-segern mot Färöarna 31 mars 2021 gjorde han tre assist från sin position som vänsterback. Tierney blev uttagen i Skottlands trupp till Fotbolls-EM 2020.